# Здание Алтину Арантис
Здание «Алтину Арантис» (порт. Edifício Altino Arantes) или здание Банеспа (порт. Edifício Banespa) — 36-этажный небоскрёб в Сан-Паулу высотой 161 метров, построенный в 1947 году. Это четвёртый по высоте небоскрёб в Бразилии. Один из самых известных небоскребов в городе. Назван по имени Алтину Арантиса Маркиса — первого президента банка BANESPA.